# Explorer 4
O Explorer 4 (também conhecido como satellite 1958 epsilon) foi um satélite estadunidense de pesquisas terrestres. Foi lançado em 26 de julho de 1958 da Estação da Força Aérea de Cabo Canaveral, EUA. Ele foi construído pelo Jet Propulsion Laboratory e lançado pela Army Ballistic Missile Agency.

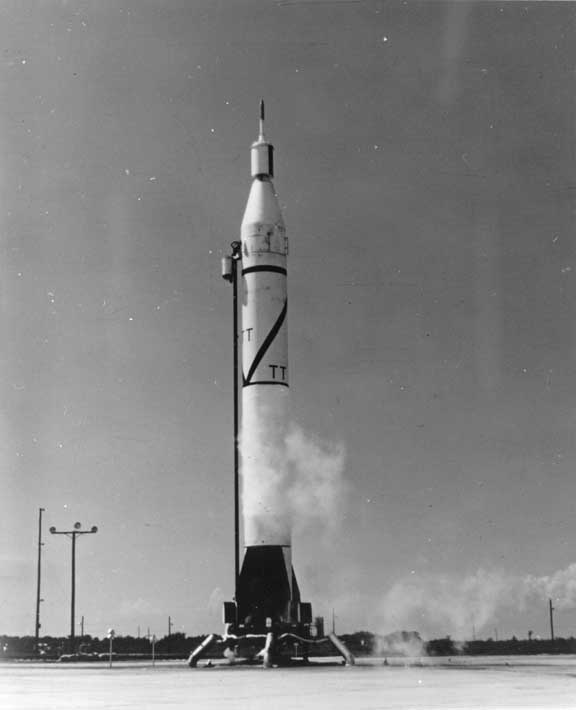
Um foguete Juno I com o satélite Explorer 4 prestes a ser lançado.